# Black Point
Black Point è un distretto delle Bahamas formato da parte delle Isole Exumas.